# علی مزینانی
علی مزینانی (زاده ۱۵ اسفند ۱۳۲۵ - مزینان، سبزوار) تهیه‌کننده و مدیر فیلم‌برداری اهل ایران است.
وی برادر منصور مزینانی، تهیه‌کننده سینما است.

## بازیگر
- شکارچی (۱۳۸۷)

## تهیه‌کننده
- قفس طلایی (۱۳۸۹)
- دنیا (۱۳۸۰)
- شب بخیر غریبه (۱۳۸۰)
- خط‌ها و سایه‌ها (۱۳۷۷)
- دو همسفر (۱۳۷۰)
- قربانی (۱۳۷۰)
- خواستگاری (۱۳۶۸)
- دزد و نویسنده (۱۳۶۵)
- عقاب‌ها (۱۳۶۳)

## مدیر فیلم‌برداری
- قفس طلایی (۱۳۸۹)
- بوی گل سرخ (۱۳۸۰)
- دنیا (۱۳۸۰)
- خط‌ها و سایه‌ها (۱۳۷۷)
- حماسه قهرمانان (۱۳۷۶)
- دو همسفر (۱۳۷۰)
- قربانی (۱۳۷۰)
- خواستگاری (۱۳۶۸)
- شنگول و منگول (۱۳۶۸)
- دست نوشته‌ها (۱۳۶۵)
- عقاب‌ها (۱۳۶۳)
- فرار (۱۳۶۳)
- رهایی (۱۳۶۱)
- انفجار (۱۳۵۹)
- خونبارش (۱۳۵۹)
- کوسه جنوب (۱۳۵۶)
- اضطراب (۱۳۵۴)

## جشنواره‌ها
- کاندیدای بهترین فیلم‌برداری (خواستگاری) در هشتمین دوره جشنواره فیلم فجر - ۱۳۶۸